# Turac gris occidental
El turac gris occidental (Crinifer piscator) és una espècie d'ocell de la família dels musofàgids (Musophagidae). Habita sabanes des de l'extrem sud de Mauritània, Senegal, Gàmbia, Guinea Bissau i Guinea, cap a l'est fins al sud de Txad i la República Centreafricana, i també al sud-oest de la República Democràtica del Congo i zona limítrofa de la República del Congo.